# Thomas Poppe
Thomas Poppe (* 18. März 1952) ist ein deutscher Übersetzer und Autor von Esoterik-Ratgebern, u. a. zu Mondrhythmen und Mondkalendern.

## Leben
Thomas Poppe ist in München aufgewachsen, hat dort sein Abitur absolviert und danach ein Studium der Amerikanistik, Zeitungswissenschaften und Politologie in der Ludwig-Maximilians-Universität aufgenommen. Studium und ausgedehnte Reisetätigkeit finanzierte er unter anderem mit Taxifahren, Übersetzen und als Sachbuchautor.
1988 lernte Poppe seine spätere Ehefrau Johanna Paungger kennen. Die aus Österreich stammende Vortragsrednerin trug sich zu dieser Zeit mit dem Gedanken, über ihre Thesen und Ansichten ein Buch zu schreiben. Dabei handelt es sich um ihre Kindheitserlebnisse und Überliefertes aus der Familiengeschichte in Bezug auf den Einfluss der Mond- und Naturrhythmen auf alles Lebendige. Ergebnis war das erste gemeinsame Buch Vom richtigen Zeitpunkt des Paars, das als Einführung in das Mondwissen gedacht war. 1993 erschien dann das Nachfolgewerk Aus eigener Kraft.
Gemeinsam mit Johanna Paungger Poppe hat Poppe 12 Bücher geschrieben sowie Kalender gestaltet, die sich insgesamt über 18 Millionen Mal verkauft haben und in 30 Sprachen übersetzt wurden.
1999 gründeten Poppe und Paungger den „Mondversand“, ein Versandhandel von Produkten, die im Einklang mit Mond- und Naturrhythmen hergestellt wurden.

## Veröffentlichungen
- Vom richtigen Zeitpunkt: Die Anwendung des Mondkalenders im täglichen Leben. München: Hugendubel Verlag, 1996, ISBN 3-517-08537-5
- Aus eigener Kraft: Gesundsein und Gesundwerden in Harmonie mit Natur- und Mondrhythmen. München: Goldmann Verlag, 1993, ISBN 3-442-13972-4
- Alles Erlaubt!: Zum richtigen Zeitpunkt; Ernährung und Körperpflege in Harmonie mit Mond- und Naturrhythmen. München: Goldmann, 1998, ISBN 3-442-16909-7
- Fit zum richtigen Zeitpunkt: Sanfte Übungen für natürliche Gesundheit im Wellenschlag von Mond- und Naturrhythmen. München: Goldmann, 2019, ISBN 3-442-17765-0
- Der Mond im Haus: Renovieren, Hausbau, Holzverarbeitung zum richtigen Zeitpunkt. München: Goldmann, 2001, ISBN 3-442-16278-5
- Das Mondlexikon: Vom richtigen Zeitpunkt. Kreuzlingen: Hugendubel, 2000, ISBN 3-442-15072-8
- Der lebendige Garten: Gärtnern zum richtigen Zeitpunkt – in Harmonie mit Mond- und Naturrythmen. München: Goldmann, 2004, ISBN 3-442-17023-0
- Fragen an den Mond. München: Goldmann, 2011, ISBN 3-442-39188-1
- Das Tiroler Zahlenrad – Das Geheimnis unserer Geburtszahlen. München: Goldmann, 2010, ISBN 3-442-17089-3
- Das Buch der Lebenschancen. München: Goldmann, 2013, ISBN 3-442-17398-1
- Moon Power. München: Goldmann, 2013, ISBN 3-442-39253-5
- Espresso mit dem Teufel. München: Irisiana, 2021, ISBN 3-424-15413-X
- Alpha-Omega-Formel. München: Gräfe & Unzer, 2021, ISBN 3-8338-7825-8